# Gondollín
Gondollín o San Martín de Gondollín (llamada oficialmente San Martiño de Gondollín) es una parroquia del municipio de Mellid, en la provincia de La Coruña, Galicia, España.

## Entidades de población
Entidades de población que forman parte de la parroquia:
- Garea (A Garea)
- Gondollín
- Lourés
- Tabeira

## Demografía
| Gráfica de evolución demográfica de Gondollín entre 2000 y 2018 |
|                                                                 |
| Población de derecho según el padrón municipal del INE          |